# Xylethrus anomid
Xylethrus anomid är en spindelart som beskrevs av Levi 1996. Xylethrus anomid ingår i släktet Xylethrus och familjen hjulspindlar. Inga underarter finns listade i Catalogue of Life.